# 1740
Перша наукова революція •  Глухівський період в історії Гетьманщини •  Російська імперія

## Геополітична ситуація
Османську імперію очолює Махмуд I (до 1754). Під владою османського султана перебувають Близький Схід та Єгипет, Середземноморське узбережжя Північної Африки, частина Закавказзя, значні території в Європі: Греція, Болгарія та Сербія. Васалами османів є Волощина та Молдова.
Священна Римська імперія охоплює, крім німецьких земель, Угорщину з Хорватією, Трансильванію, Богемію, Північну Італію, Австрійські Нідерланди. Після смерті її імператора, Карла VI Габсбурга імперію очолила Марія-Терезія (до 1780). Королем Пруссії після смерті Фрідріха Вільгельма I став Фрідріх II (до 1786).
На передові позиції в Європі вийшла Франція, якою править Людовик XV (до 1774). Франція має колонії в Північній Америці та Індії.
Король Іспанії — Філіп V з династії Бурбонів (до 1746). Королівству Іспанія належать південь Італії, Нова Іспанія, Нова Гранада та Віцекоролівство Перу в Америці, Філіппіни. Королем Португалії є Жуан V (до 1750). Португалія має володіння в Бразилії, в Африці, в Індії, в Індійському океані й Індонезії.
Північ Нідерландів займає Республіка Об'єднаних провінцій. Вона має колонії в Північній Америці, Індонезії, на Формозі та на Цейлоні. Великою Британією править Георг II (до 1760). Британія має колонії в Північній Америці, на Карибах та в Індії. Король Данії та Норвегії — Крістіан VI (до 1746), на шведському троні сидить Фредерік I (до 1751). На Апеннінському півострові незалежні Венеціанська республіка та Папська область. у Речі Посполитій королює Август III Фрідріх (до 1763). На троні Російської імперії Анну Іванівну змінив Іван VI Антонович при регентстві Ернста Йогана Бірона (до 1741).
Україну розділено по Дніпру між Річчю Посполитою та Російською імперією. Управління Лівобережною Україною здійснює Правління гетьманського уряду. Нова Січ є пристановищем козаків. Існує Кримське ханство, якому підвладна Ногайська орда.
В Ірані при владі династія Афшаридів.
Значними державами Індостану є Імперія Великих Моголів, Імперія Маратха. В Китаї править Династія Цін. У Японії триває період Едо.

## Події

### В Україні
- Перепис населення.
- Кошовими отаманами війська Запорозького були Яків Туркало, Іван Черевко та Степан Уманський.

### У світі
- Помер король Пруссії Фрідріх-Вільгельм I. Новим королем став Фрідріх II.
- Помер імператор Священної Римської імперії Карл VI Габсбург. Попри те, що більшість країн Європи підписали прагматичну санкцію, передача корони Марії-Терезії викликала заперечення. Як наслідок почалася війна за австрійську спадщину.
  - У грудні прусські війська вторглися в Сілезію.
- Почався понтифікат Бенедикта XIV.
- Голландська Ост-Індійська компанія убила в Батавії від 5 до 10 тисяч індонезійських китайців.
- Померла російська імператриця Анна Іванівна. Спадкоємцем став малолітній Іван VI Антонович при регентстві Бірона.
- Аліварді-хан скинув і вбив Сарфараз-хана, ставши правителем Бенгалії.
- Баладжі Баджі Рао успадкував від батька посаду пешви маратхів.
- Правитель Ірану Надір Шах захопив Бухару, потім Хіву.

### Наука та культура
- Побачив світ роман «Памела, або ж Винагороджена доброчесність» Семюела Річардсона.
- Посмертно видано «Оповідання Ляо Чжая про незвичайне» Пу Сунліна.
- Емілі дю Шатле опублікувала «Основи фізики» (фр. Institutions de physique) — адаптований переклад праці Ісаака Ньютона.
- Жан Поль де Гуа опублікував книгу з аналітичної геометрії «Usages de l'analyse de Descartes pour découvrir, sans le secours du calcul differentiel, les propriétés, ou affections principales des lignes géométriques de tous les ordres».
- Бенджамін Гантсман винайшов тигельний спосіб виробництва ливарної сталі.
- Габрієль-Сюзанна Барбо де Вільнев опублікувала «Красуню і чудовисько».
- У Пруссії запроваджено орден Pour le Mérite.
- В Оксфордському університеті засновано Гертфорд коледж
- Засновано Пенсильванський університет.

## Народились
див. також Категорія:Народились 1740
- 2 червня — Донатьєн Альфонс Франсуа де Сад, французький письменник, основоположник садизму
- 26 серпня — Жозеф Мішель Монгольф'є, один з винахідників літальної повітряної кулі, старший з братів

## Померли
див. також Категорія:Померли 1740
- 20 жовтня — Карл VI Габсбург, імператор Священної Римської Імперії з 1711 року, король Угорщини.